# Stadion Georgiego Benkowskiego w Widyniu
Stadion Georgiego Benkowskiego – stadion w Widyniu o pojemności 15 000 widzów. Swoje mecze rozgrywa na nim FK Bdin Widyń. Został oddany do użytku 18 czerwca 1961.